# مالون دي لا باز

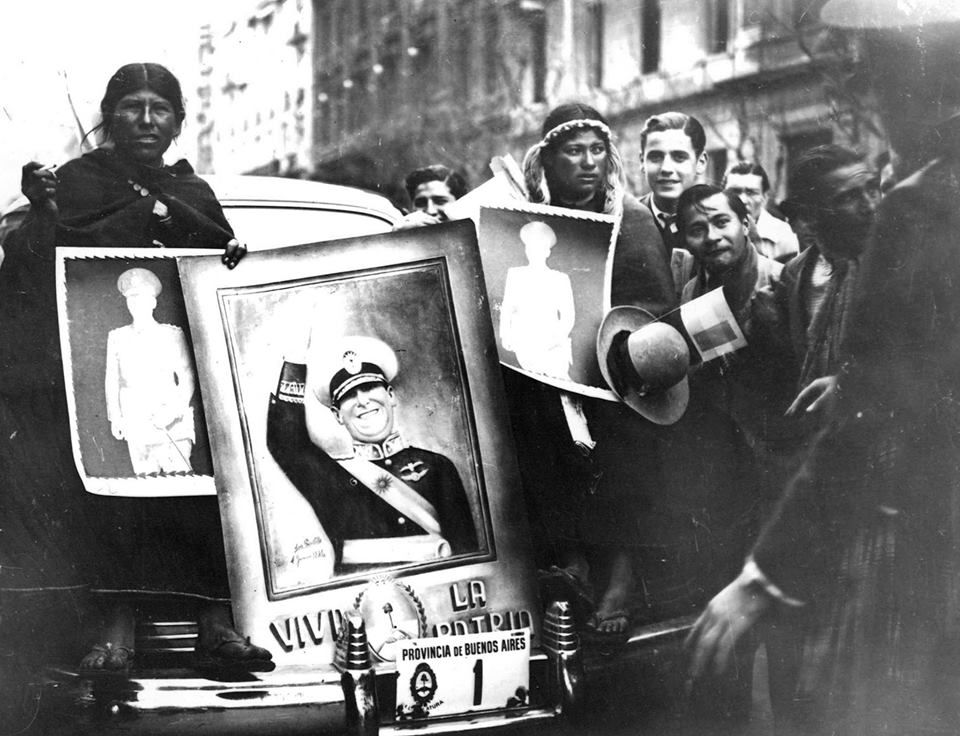

ترمز مالون دي لا باز إلى مسيرة قام بها السكان الأصليون بمنطقة شمال غرب الأرجنتين إلى العاصمة بوينس آيرس مطالبين باسترداد أراضيهم القديمة عام 1946. وفي هذه المسيرة، انطلق المشاركون وساروا مسافة حوالي 2000 كم لتقديم مطالبهم إلى الرئيس خوان بيرون.

## أصل الاسم
يعد Malón لفظًا أسبانيًا أرجنتينيًا مشتقًا من كلمة malok المابودنوغونية، والتي تعني «يغزو». كذلك، يشير هذا المصطلح إلى عملية توغل مفاجئة، غالبًا ما يقوم بها السكان الأصليون أثناء مهاجمتهم للمستوطنات الكريولية. وبالتالي، يُقصد بمصطلح مالون دي لا باز «غزو السلام»؛ ويبدو جليًا أن هذا المصطلح يمثل أحد أنواع التناقض الظاهري. ولقد صاغ هذا المصطلح أحد المنظمين الأوائل للمسيرة، وهو المهندس العسكري المتقاعد ماريو أوغستو بيرتوناسكو.

## الخلفية التاريخية
اُحتلت تلك الأراضي التي يسكنها في الأصل سكان الأرجنتين الأصليون بشكل كامل تقريبًا من قِبل المستوطنين الأوربيين الأوائل وخلفائهم من بعدهم. في بعض المناطق قد يتم توظيف السكان الأصليين كقوى عاملة رخيصة لدى ملاك الأراضي الكريوليين؛ وفي حالات أخرى يتم تشريدهم ومن ثَم إبادتهم (انظر غزو الصحراء).
وبالقرب من نهاية ولايته، اعتزم الرئيس هيبوليتو يريغوين نزع ملكية الأراضي ومنحها للسكان الأصليين السابقين، ولكن تسبب الانقلاب الذي وقع عام 1930 في الإطاحة به ووأد المشروع.
في 31 أغسطس 1945، أرسلت مجتمعات كولا المتواجدة بالمحافظات الأرجنتينية الشمالية الغربية وهما محافظتا خوخوي وسالتا، عن طريق مجموعة من الممثلين، مذكرة إلى المجلس الزراعي الوطني مطالبين فيها باسترداد أراضيهم، عملًا بالقوانين السابقة. وفي يوم 17 يناير 1946، وقع الرئيس إدلميرو جوليان فاريل على قرار نزع الملكية. ولكن في الوقت الذي كانت فيه الأموال المدفوعة في إجراء عمليات مسح الأراضي والأعمال الورقية اللازمة تمضي قُدما، قام المجلس بتوجيهها إلى أشخاص آخرين، حالوا دون تنفيذها.

## بدء المسيرة
تقاعد المنظم الرئيسي للمسيرة المهندس الملازم ماريو أوغستو بيرتوناسكو، الذي عمل مع جماعة مابوتشي على المطالبات المتعلقة بالأراضي ثم انتقل إلى خوخوي وإلى وهران، سالتا. ولقد كان هو من قام بصياغة التعبير مالون دي لا باز.
لقد بدأت المسيرة في 15 مايو 1946 بـ أبرا بامبا، جوجوي، ووصلت إلى العاصمة الإقليمية سان سلفادور دي جوجوي في 24 مايو، حيث انضم إلى البيونينوس (سيرًا على الأقدام) مجموعة أخرى من المشاركين القادمين من وهران وإيريا وسالتا (على ظهور البغال). وبالتالي كان العدد الإجمالي لهم 174 مشاركًا. وبعد يومين، اتجه المشاركون في المسيرة إلى محافظة سالتا وفي طريقهم مروا بـ [توكومان يوم 9 يونيو. ثم وصلوا إلى كوردوبا يوم 22 يونيو، وانطلقو إلى روساريو.
وفي يوم 10 يوليو، استقبل رئيس مجلس النواب بـ المؤتمر الوطني القادة الأصليين فالنتين زارات وخوسيه نيفاس، الذين كانوا في مقدمة المسيرة إلى بوينس آيرس.
مضت المسيرة في طريقها، مارةً بمحافظة سان نيكولاس دي لوس أرويوس في يوم 18 يوليو وكذلك مرت بـ بيرجامينو، بوينس آيرس يوم 21 يوليو؛ حيث استقبلت لجنة الجيران المشاركين في المسيرة بحفاوة وعرضت عليهم المأكل والملبس. فاستقبلهم نحو 60000 شخص، من بينهم السلطات البلدية والفلاحون (ممن يطالبون كذلك بإجراء إصلاحات زراعية).
وصلت مالون إلى مدينة لوخان يوم 30 يوليو، وميرلو يوم 1 أغسطس، حيث استقبلهم مئات السكان وحصلوا على دعمهم.

## الدخول إلى بوينس آيرس
دخلت المسيرة بوينس آيرس عبر لينيرس يوم 3 أغسطس 1946. وقد استقبلهم رئيس إدارة حماية السكان الأصليين، ورتب لهم مكان إقامة (سواء على نحو كبير أم لا) بفندق المهاجرين.
توجه المتظاهرون، مع انضمام السكان المحليين لهم، إلى المؤتمر، حيث تلقوا حفاوة وإشادة، وبعدها توجهوا إلى بلازا دي مايو. كذلك، ألقى عليهم الرئيس السابق، والرئيس بيرون والسلطات الأخرى التحية لهم من شرفة المنزل القرمزي. وبرغم ذلك، تسببت الجماعات القومية المعارضة للسكان الأصليين في حوادث بسيطة، ولكن تصدى الشعب لهم. وبعدها توجه بيرون بزيارة شخصية للمشاركين في المسيرة.

## إجبارهم على العودة
برغم ذلك، وبعد هذا الاستقبال، أظهرت الحكومة وجهها الحقيقي. ففي يوم 61 أغسطس، تم إرسال قوات الولاية البحرية لإجبار المشاركين في المسيرة على صعود القطار. وفي إطار مواجهة المقاومة، تم استدعاء الشرطة الفيدرالية وبحلول منتصف الليل تم اقتحام فندق المهاجرين باستخدام الغاز المسيل للدموع. ولكن رفض الملازم بيرتوناسكو إصدار أمر بإخلاء الفندق، وغادر المكان. وبمجرد صعودهم للقطار، كسر المشاركون في المسيرة النوافذ وقفز بعضٌ من قادتهم من القطار. والتقى مندوب كولا عن خوخوي، ديونيسيو فيفيانو، بقوات الشرطة في محاولة منه للتوسط للمشاركين في المسيرة، ولكن لم يُسمع له.
مر القطار بروساريو وقرطبة في طريقه للمنطقة الشمالية الغربية، مع تمركز قوات الشرطة عند المحطات لمنع الركاب من الخروج. وفي يوم 3 سبتمبر، وصل القطار محطة سان سلفادور دي خوخوي.
في 30 نوفمبر، أعلن الرئيس جماعة بيرون أن مالون دي لا باز «لا تمثل السكان الأصليين الحقيقيين لجزئنا الشمالي»، وزعم أنهم قد أتوا بالقطار والمركبات الآلية وليس سيرًا على الأقدام. وأشار، علاوةً على ذلك، لا ينتمي البعض منهم حتى إلى شمال الأرجنتين، ولكنهم ولدوا في منطقة شمال محافظة بوينس آيرس ولم تكن لديهم رغبة للعودة.

## الإرث
على الرغم من ردود الفعل التي تلقتها مالون، في عام 1949، نزعت الحكومة الوطنية ملكية بعض الأراضي في بونا وكويبرادا دي هوماهواكا، منهم ليتم إرجاعها إلى سكانها الأصليين، ولكن لم يحدث هذا أبدًا.
في يوم 7 أغسطس 2006، وبعد مضي ستين عامًا من مالون الأولى، تم تنظيم مسيرة تحمل نفس الأهداف مالون دي لا باز الثانية) في جوجوي، لمطالبة الحكومة الإقليمية بالامتثال للأمر القضائي بمنح المجتمعات الأصلية حوالي 15000 كم² من الأراضي.